# LPGA Tour 2016
Navigation
Édition précédente Édition suivante
La LPGA Tour 2016 est la saison du circuit de la LPGA Tour disputée en 2016, elle se tient entre janvier et novembre 2016 à travers le monde par l'élite du golf féminin. L'évènement est organisée par la LPGA dont la plupart des tournois se tiennent aux États-Unis. 

## Calendrier
| Dates           | Tournoi                              | Lieu         | Vainqueur (Nombre de victoires) |
| --------------- | ------------------------------------ | ------------ | ------------------------------- |
| 28-31 janv.     | Pure Silk-Bahamas LPGA Classic       | Bahamas      | Kim Hyo-Joo (3)                 |
| 3-6 févr.       | Coates Golf Championship             | Floride      | Jang Ha-Na (1)                  |
| 18-21 févr.     | ISPS Handa Women's Australian Open   | Australie    | Haru Nomura (1)                 |
| 25-28 févr.     | Honda LPGA Thailand                  | Thaïlande    | Lexi Thompson (7)               |
| 3-6 mars        | HSBC Women's Champions               | Singapour    | Jang Ha-Na (2)                  |
| 17-20 mars      | JTBC Founders Cup                    | Arizona      | Kim Sei-Young (4)               |
| 24-27 mars      | Kia Classic                          | Californie   | Lydia Ko (11)                   |
| 31 mars-3 avr.  | ANA Inspiration                      | Californie   | Lydia Ko (12)                   |
| 13-16 avr.      | LPGA Lotte Championship              | Hawaii       | Minjee Lee (2)                  |
| 21-24 avr.      | Swinging Skirts LPGA Classic         | Californie   | Haru Nomura (2)                 |
| 28 avr.-1er mai | Volunteers of America Texas Shootout | Texas        | Jenny Shin (1)                  |
| 5-8 mai         | Yokohama Tire LPGA Classic           | Alabama      | Ariya Jutanugarn (1)            |
| 19-22 mai       | Kingsmill Championship               | Virginie     | Ariya Jutanugarn (2)            |
| 26-29 mai       | Volvik Championship                  | Michigan     | Ariya Jutanugarn (3)            |
| 3-5 juin        | ShopRite LPGA Classic                | New Jersey   | Anna Nordqvist (6)              |
| 9-12 juin       | KPMG Women's PGA Championship        | Washington   | Brooke Henderson (2)            |
| 16-19 juin      | Meijer LPGA Classic                  | Michigan     | Kim Sei-Young (5)               |
| 24-26 juin      | Walmart NW Arkansas Championship     | Arkansas     | Lydia Ko (13)                   |
| 30 juin-3 juil. | Cambia Portland Classic              | Oregon       | Brooke Henderson (3)            |
| 7-10 juil.      | U.S. Women's Open                    | Californie   | Brittany Lang (2)               |
| 14-17 juil.     | Marathon Classic                     | Ohio         | Lydia Ko (14)                   |
| 22-24 juil.     | UL International Crown               | Illinois     | États-Unis                      |
| 28-31 juil.     | RICOH Women's British Open           | Angleterre   | Ariya Jutanugarn (4)            |
| 25-28 août      | Canadian Pacific Women's Open        | Alberta      | Ariya Jutanugarn (5)            |
| 1-4 Sept.       | Manulife LPGA Classic                | Ontario      | Caroline Masson (1)             |
| 15-18 sept.     | The Evian Championship               | France       | In-gee Chun (2)                 |
| 29 Sept.-2 oct. | Reignwood LPGA Classic               | Chine        | Kim In-kyung (4)                |
| 6-9 oct.        | Fubon LPGA Taiwan Championship       | Taïwan       | Jang Ha-Na (3)                  |
| 13-16 oct.      | LPGA Keb Hana Bank Championship      | Corée du Sud | Carlota Ciganda (1)             |
| 20-23 oct.      | Blue Bay LPGA                        | Chine        | Minjee Lee (3)                  |
| 27-30 oct.      | Sime Darby LPGA Malaysia             | Malaisie     | Shanshan Feng (5)               |
| 4-6 nov.        | TOTO Japan Classic                   | Japon        | Shanshan Feng (6)               |
| 10-13 nov.      | Lorena Ochoa Invitational            | Mexique      | Carlota Ciganda (2)             |
| 17-20 nov.      | CME Group Tour Championship          | Floride      | Charley Hull (1)                |

## Classement final
| Classement | Joueuse          | Pays             | Tournois joués | Gains ($) |
| ---------- | ---------------- | ---------------- | -------------- | --------- |
| 1          | Ariya Jutanugarn | Thaïlande        | 28             | 2 550 928 |
| 2          | Lydia Ko         | Nouvelle-Zélande | 24             | 2 492 994 |
| 3          | Brooke Henderson | Canada           | 31             | 1 724 409 |
| 4          | Chun In-gee      | Corée du Sud     | 19             | 1 501 102 |
| 5          | Shanshan Feng    | Chine            | 21             | 1 458 579 |
| 6          | Kim Sei-young    | Corée du Sud     | 25             | 1 445 937 |
| 7          | Anna Nordqvist   | Suède            | 25             | 1 424 685 |
| 8          | Jang Ha-na       | Corée du Sud     | 21             | 1 383 575 |
| 9          | Brittany Lang    | États-Unis       | 28             | 1 259 787 |
| 10         | Ryu So-yeon      | Corée du Sud     | 24             | 1 259 485 |

Classement 2016 complet

## Récompense
| Récompense            | Lauréate         | Pays         |
| --------------------- | ---------------- | ------------ |
| Classement final      | Ariya Jutanugarn | Thaïlande    |
| Meilleur score moyen  | Chun In-gee      | Corée du Sud |
| Joueuse de l'année    | Ariya Jutanugarn | Thaïlande    |
| Débutante de l'année  | Chun In-gee      | Corée du Sud |
| Race to the CME Globe | Ariya Jutanugarn | Thaïlande    |